# Plectris sequela
Plectris sequela är en skalbaggsart som beskrevs av Evans 2003. Plectris sequela ingår i släktet Plectris och familjen Melolonthidae. Inga underarter finns listade i Catalogue of Life.